# Kruisverheffingskathedraal (Oezjhorod)
De Kruisverheffingskathedraal (Oekraïens: Хрестовоздвиженський собор) is een Grieks-katholieke kathedraal in de Oekraïense stad Oezjhorod. De kerk is de zetel van de bisschop van de eparchie Moekatsjevo.
De kathedraal werd gebouwd nadat graaf Jan Drugeth op 16 juli 1640 een stuk grond op de heuvel van het kasteel van Oezjhorod aan de jezuïeten had gegeven om er hun college en kerk te bouwen. De bouw van de kerk werd voltooid in 1646 en bleef tot 1773 in handen van de jezuieten, toen paus Clemens XIV de orde ontbond. De kerk werd vervolgens op bevel van keizerin Maria Theresia overgedragen aan de Grieks-katholieken en in 1780 ingewijd als hun kathedraal.
In 1858 werd een reeks veranderingen aan het interieur doorgevoerd. De kerk kreeg een nieuwe iconostase, de gewelven en muren werden opnieuw geschilderd en op het plafond werd een voorstelling van de Kruisverheffing geschilderd.
Het Grieks-katholicisme werd na de Tweede Wereldoorlog door de autoriteiten van de Sovjet-Unie verboden en de kathedraal werd overgedragen aan de Russisch-Orthodoxe Kerk. Op 10 oktober 1991 werd de bisschoppelijke hiërarchie van de Grieks-Katholieke Kerk in Oekraïne hersteld. De Russisch-Orthodoxe Kerk gaf de kathedraal vervolgens terug aan de eparchie Moekatsjevo en bouwde zelf de Christus Verlosserkathedraal.
Op 28 juni 2003 werden de relikwieën van bisschop Teodor Romzja, die in 1947 door het communistische regime werd vermoord en in 2003 door paus Johannes Paulus II zalig verklaard, overgebracht naar de kathedraal.